# (15163) 2000 GB4
2000 جي بي 4 (ويعرف أيضًا باسم (15163) 2000 جي بي 4 وفق تسمية الكوكب الصغير) (بالإنجليزية: 2000 GB4)‏ هو كويكب ضمن حزام الكويكبات؛ وترتيبه 15163 من حيث الاكتشاف.
اكتُشف هذا الجُرم الفلكي بواسطة هيروشي كانيدا في 2 أبريل 2000.

## وصلات خارجية
- (15163) 2000 GB4 في قاعدة بيانات مختبر الدفع النفاث لأجرام النظام الشمسي الصغيرة

- الاكتشاف · مخطط المدار ·  العناصر المدارية · المعلمات المادية

- (15163) 2000 GB4 على موقع ويكي سكاي: DSS2, SDSS, GALEX, IRAS, Hydrogen α, X-Ray, Astrophoto, Sky Map, Articles and images